# Ambatondrakalavao
Ambatondrakalavao est une commune urbaine malgache, située dans la partie sud-est de la région de Vakinankaratra.